# 艶漢
『艶漢』（アデカン）は日本の漫画作品。

## 概要
尚月地の処女作。ウィングス（新書館）に連載。連載当初は『好漢仕事記艶吹雪』というタイトルだったが、コミックス化にともない改題。

## 物語
ノーフンが大好きな傘職人の詩郎と、そんな詩郎の自堕落がゆるせない熱血正義感の巡査殿・光路郎が出会う昭和パノラマ的アンダーグラウンド事件簿。

## 世界観・用語解説
星燈国（せいとうこく）と呼ばれる架空の国内にある幻灯町（げんとうちょう）という町が舞台。国内は平和そのものだが、国外では他民族との戦争が絶えず、この事は政府によって伏せられている。時代的には明治〜昭和初期当たりの日本を思わせる。

## 登場人物
声は、ドラマCDの担当声優。演は、舞台の担当俳優。
吉原詩郎（よしわら しろう）
声 - 福山潤、幼少：植田佳奈 / 演 - 櫻井圭登
本作の主人公。身長は177センチ、体重は58キロ、16歳、誕生日は12月26日、血液型はA型、好きな食べ物は道明寺桜餅・かしわ餅・おはぎ・お汁粉・葛餅・花茶・日本茶・うどん・素麺・中華麺・栗おこわ、嫌いな食べ物はインゲン豆、好きな色は何色も好きだが、特に好むのは赤・金・水色・深緑色、好きな事は作品造り・芸術観賞・女の子・昼寝・長い散歩・路地裏探索・本の挿絵を眺める事・三味線を弾く事、嫌いな事は強制される事、苦手な事は炊事・一つの作業を長時間続ける事、一人称はアテシ。
だらしなくフンドシ脱ぎがちな傘職人で、自他共に認めるS。その上女好き。
安里のことは「兄や（にいや）」、光路郎のことは「巡査殿」と呼ぶ。手先が器用で､傘の他にも色々な小物を作って売っている様だが、大抵は（光路郎曰く）使い方が良く分からない物ばかりである。炊事や家事全般が苦手で、ほとんどを光路郎に頼りがち。危険な過去の持ち主の様で、万が一の時には身軽な身体を駆使して戦う。その際は無数の小刀を装備したコルセットスーツのような戦闘服を着用する。また洞察力や観察力にも長けており、相手の隠し事や嘘を見抜くことが出来る。昔は安里以外に心を開かない戦闘狂だったが、光路郎と出会った事で人間らしさを取り戻しつつあり、同時に彼にとってかけがえの無い存在になっていく。
山田光路郎（やまだ こうじろう）
声 - 前野智昭、幼少：椎名へきる / 演 - 末原拓馬（おぼんろ）
本作のもう一人の主人公。幻灯署に所属する警察官で階級は巡査。四人家族の長男。身長は185センチ、体重は76キロ、17歳、誕生日は4月12日、血液型はO型、好きな食物は白米・五目飯・天ぷら蕎麦・けんちん汁・茶漬け・茶碗蒸し・ぼた餅・冷やし飴・よもぎ団子・甘栗、嫌いな食べ物は牛乳、好きな色は青・白・あさぎ色、好きな事は猫・猫グッズ集め・部屋の掃除・体を鍛える事・祭に参加する事・早くて美味しい料理を編み出す事、嫌いな事はだらしない事・道徳的でない事・華美な事、苦手な事は歌や芸術に関する事・酒（飲むのは嫌いではない）。
曲がったことが嫌いな正義漢かつ熱血漢。筋肉質で無類の猫好き。たまたま巡回中に出会った詩郎のあまりの自堕落振りを見かね、彼を更生させるべく日々家に通いつめている。典型的な日本男子だが、周りの人間毎には敏感な反面、自分に対する事にはかなり鈍感かつ無自覚で、素面で気障ったい台詞をサラッと言いのける天然な面も。
性善説を素で信じている節があり、罪人にはよっぽどの事がない限り説得で対応するが、逆に下劣で卑怯者には容赦ない鉄拳制裁を加える。幼馴染で兄貴分の三郎太を誰よりも慕っている。詩郎に対しても、何か後ろめたい事を隠していることに気付いており、彼の支えになってやりたいと思っている。安里も一目おくほど戦闘力はかなりのものであり、主な武器は常備しているサーベル。両脚を折られ満身創痍状態でも気力で立ち上がるなど、常人以上と思われる。猫好きだが全く懐かれず、近づこうものなら容赦なく引っ掻かれる。子供も好きだが年下の従兄弟にさえ泣かれる傾向がある。
吉原安里（よしわら あんり）
声 - 櫻井孝宏、幼少：内山夕実 / 演 - 三上俊
本作の第三の主人公。身長は181センチ、体重は65キロ、18歳、誕生日は10月7日、星座は天秤座、血液型はAB型、好きな食べ物	デミグラスソースのシチュー・スープ・グラタンパイ・プレーンまたはチーズのオムレツ・マドレーヌ・スペキュロス・ミルクティー・飴・葛桜・クリームキャラメル、嫌いな食べ物はブルーチーズ・柑橘類の入ったケーキ・納豆、好きな色は紅色・白・薄桃色・生成り色・焦げ茶・若葉色、好きな事はハグされる事・女の子と遊ぶ事・男に遊ばれる事・宴会・料理・可愛いキッチンツール集め・歌う事・三味線を弾く事・服のデザインや裁縫をする事・自作雑貨作り・発明、嫌いな事は自分のテリトリーや自分の部屋に勝手に入られる事、苦手な事は規則を守る事。
ゲイ寄りのバイセクシャルであり、無敵な色気を放つ。しかし排他的な思考を持ち、残忍な本性を見せる。詩郎の兄貴分だが、現在は互いに険悪な関係になっている。
荒上三郎太（あらがみ さぶろうた）
声 - 佐藤拓也、幼少：田村睦心 / 演 - 羽場涼介
巡査。かなり逆立った頭髪の持ち主。身長は175センチ、体重は66キロ、18歳、誕生日は3月12日、星座は魚座、血液型はA型、好きな食べ物はすき焼き・鯛の刺身・湯豆腐・鰻・寿司・山菜の天ぷら、嫌いな食べ物は鯖の寿司、好きな色は紫色・臙脂色・若葉色・紺色、好きな事は外国の珍しい食べ物を食べる事・外国の服を寝間着にする事・水劇等の演劇観賞・少女小説を読む事（周囲には秘密である）、嫌いな事は家族間の揉め事の仲裁、苦手な事は格闘技や運動全般。
警官としての階級こそ同じだが、光路郎にとっては子供時代からの兄貴分。
早乙女水彦（さおとめ みずひこ）
声 - 飛田展男 / 演 - 堀越涼（花組芝居）
副巡査長。光路郎達の上司。
山田アグリ（やまだ あぐり）
声 - 東山奈央 / 演 - 小槙まこ
光路郎の妹。光路郎が大事にしている。
六口（むつくち）
声 - 藤田咲 / 演 - 田上真里奈

橘 伸三（たちばな しんぞう）
声 - 蜂須賀智隆 / 演 - 林野健志

咲花瑠璃丸（さくか るりまる）
声 - 丹沢晃之

咲花礼司（さくか れいじ）
声 - 菊池幸利

花吹佐吉（さくか さより）
声 - 吉開清人

瓜生冬陽（うりゅう ふゆはる）
演 - 倉貫匡弘（TRASHMASTERS）

若林剣一
演 - 野田裕貴

湯上
演 - 狩野和馬

佐倉春澄
演 - 村田恒

内海明人
演 - 加藤良輔

テツ
演 - 福井将太

砂絵
演 - 岡田あがさ

東雲
演 - 八神蓮

鏡湖（きょうこ）
演 - 岡田あがさ
水劇一座の団員。
虹海（にじうみ）
演 - 松島志歩
水劇一座の団員。
花魚（はなうお）
演 - 青木志穏
水劇一座の団員。

### 舞台オリジナルキャラクター
瓜生夏月（うりゅう かづき）
演 - 伊崎龍次郎

庵主（あんじゅ）
演 - 岩義人　

大太刀一平（おおたちいっぺい）
演 - 小沼将太

漁火（いさりび）
演 - 芹沢尚哉
水劇一座団員。
水稚（みずち）
演 - 坂下陽春
水劇一座団員。
潮見（うしおみ）
演 - 加藤良輔
水劇一座団員。

## 舞台

### 浪漫活劇譚『艶漢』
活劇ショーとして公演。
公演日程・会場
（出典：）
- 浪漫活劇譚『艶漢』（2016年3月30日 - 4月3日、シアターサンモール）
- 浪漫活劇譚『艶漢』第二夜（2017年12月13日 - 17日、俳優座劇場）
- 浪漫活劇譚『艶漢』第三夜（2019年4月20日 - 29日、シアターサンモール）
- 浪漫活劇譚『艶漢』第四夜（2020年2月16日 - 3月1日、シアターサンモール）

スタッフ
（出典：）
- 脚本・演出 - ほさかよう（空想組曲）
- 舞台楽曲・音楽 - AUN J-CLASSIC ORCHESTRA（初演）、大内慶（第二夜から第四夜）
- 改造士 - Donald Muneaki（初演）
- 舞台美術 - 小林奈月（初演）、岡田志乃（第二夜）、竹邊奈津子（第三夜から第四夜）
- 音響効果 - 天野高志（初演から第二夜）、田上篤志（atSound）（第三夜から第四夜）
- 照明 - 河上賢一（ラセンス）
- 舞台監督 - 倉科史典（KeyStones）（初演から第二夜）、和田健汰（Keystones）（第二夜）、八重樫慎一（第三夜から第四夜）
- 衣裳 - ヨシダミホ
- ヘアメイク - 前田亜耶
- アクロバット指導 - G-Rockets（初演）
- 殺陣 - 六本木康弘（ジャパンアクションエンタープライズ）
- 振付 - 野田裕貴（梅棒）（第二夜）、田上和佳奈（第四夜）
- 振付アシスタント - 田上真里奈（第四夜）
- 演出助手 - 山田英真（初演）、野田麻衣（第二夜）、山崎絵里佳（第二夜から第三夜）、谷こころ（第四夜）
- 演出部 - 谷肇（第四夜）
- 方言指導 - 松岡誉人（第四夜）
- 物販デザイン - 山代政一（初演）
- チラシデザイン - 渡邉菜織（初演）
- 制作協力 - 近藤たえ（アンデム）（初演から第二夜）、大迫彩美（第二夜）、北見奈々江（アプル）・松尾由紀（アプル）（第三夜）
- 制作 - 織内孝子(CLIE)・安井友規(CLIE)（共に初演）
- プロデューサー - 吉井敏久(CLIE)・渡辺詩織(CLIE)
- 制作協力 - アプル（第四夜）
- 企画・製作 - CLIE

### 歌謡倶楽部『艶漢』
歌謡エンタテインメントショーとして公演。
公演日程・会場
（出典：）
- 歌謡倶楽部『艶漢』（2016年8月19日 - 21日、サンシャイン劇場）
- 歌謡倶楽部『艶漢』第二幕（2018年4月11日 - 15日、東京キネマ倶楽部）

スタッフ
（出典：）
- 構成・演出 - 伊勢直弘
- 楽曲制作 - 大石憲一郎
- コレオグラファー（振付） - 當間里美

## 催し物
艶漢イラスト展
ギャラリー・ニエプスを会場に、2016年3月30日 - 4月3日開催
艶漢ワンダーランド
ORANGE GALLERYを会場に、2016年8月19日 - 23日開催
艶漢 複製原画展 IN 大阪
FREE SPACE kitahorieを会場に、2016年8月19日 - 21日開催
艶漢展
space TORICOを会場に、2017年12月6日 - 14日開催
「艶漢」＆ Freshウィングス展
マンガ展 OSAKAOを会場に、2019年1月18日 - 2月9日開催
舞台 浪漫活劇譚 艶漢 衣装展
明興ビル2階を会場に、2019年3月15日 - 24日開催
艶漢アンダーグラウンド展
池袋虜を会場に、2019年4月12日 - 29日開催
艶漢アンダーグラウンド展・リバイバル
シアターサンモールを会場に、2020年2月14日 - 25日開催

## 関連商品

### 単行本
- 尚月地『艶漢』新書館〈ウィングス・コミックス〉、既刊20巻（2025年6月現在）
  1. 2008年9月24日発売、ISBN 978-4-403-61917-5
  2. 2009年7月24日発売、ISBN 978-4-403-61939-7
  3. 2010年9月25日発売、ISBN 978-4-403-61977-9
  4. 2011年5月26日発売、ISBN 978-4-403-62108-6
  5. 2012年4月25日発売、ISBN 978-4-403-62142-0
  6. 2013年1月25日発売、ISBN 978-4-403-62156-7
  7. 2013年11月23日発売、ISBN 978-4-403-62169-7
  8. 2014年11月25日発売、ISBN 978-4-403-62183-3
  9. 2015年8月25日発売、ISBN 978-4-403-62202-1
  10. 2016年8月10日発売、ISBN 978-4-403-62223-6
  11. 2017年6月24日発売、ISBN 978-4-403-62243-4
  12. 2018年3月24日発売、ISBN 978-4-403-62259-5
  13. 2019年4月25日発売、ISBN 978-4-403-62283-0
  14. 2019年12月25日発売、ISBN 978-4-403-62294-6
  15. 2021年1月25日発売、ISBN 978-4-403-62316-5
  16. 2021年9月25日発売、ISBN 978-4-403-62329-5
  17. 2022年9月26日発売、ISBN 978-4-403-62347-9
  18. 2023年8月28日発売、ISBN 978-4-403-62364-6
  19. 2024年8月27日発売、ISBN 978-4-403-62379-0
  20. 2025年6月26日発売、ISBN 978-4-403-62394-3

### 画集
- 尚月地『艶漢ヴィジュアルブック』新書館、2017年12月14日発売、ISBN 978-4-403-65080-2

### ドラマCD
「艶漢」
2011年11月11日発売、規格品番 SWCD-50
「艶漢」2
2013年2月28日発売、規格品番 SWCD-061
「艶漢」3
2013年12月13日発売、規格品番 SWCD-070
「劇的奇想音盤 艶漢」 ドラマCD
2017年8月31日発売、規格品番 SWCD-104

### 映像商品
浪漫活劇譚「艶漢」
浪漫活劇譚「艶漢」
2016年9月7日発売、規格品番 CLIE-16017
浪漫活劇譚「艶漢」 第二夜
2018年7月11日発売、規格品番 CLIE-18128
浪漫活劇譚「艶漢」 第三夜
2019年10月30日発売、商品番号 CLIE-19158
浪漫活劇譚「艷漢」第四夜
2020年8月26日発売、商品番号  LOL-20178
歌謡倶楽部「艶漢」
歌謡倶楽部「艶漢」
2017年2月22日発売、規格品番 CLIE-17053
歌謡倶楽部「艶漢」 第二幕
2018年9月26日発売、規格品番 CLIE-18138

### 音楽商品
歌謡倶楽部「艶漢」LIVE SOUNDTRACK
：2017年6月14日発売、規格品番 CLIE-17054
歌謡倶楽部「艶漢」第二幕LIVE SOUNDTRACK
2018年9月26日発売、規格品番 	CLIE-18139

### フレグランス
Primaniacs「艶漢」 フレグランス 01.吉原詩郎
Primaniacs「艶漢」 フレグランス 02.山田光路郎
Primaniacs「艶漢」 フレグランス 03.吉原安里
上記3点は、2017年10月6日発売。『舞台 浪漫活劇譚 艶漢 衣装展』でも再販売。
Primaniacs「艶漢」 フレグランス 04.早乙女水彦
Primaniacs「艶漢」 フレグランス 05.佐倉春澄
上記2点は、『舞台 浪漫活劇譚 艶漢 衣装展』で限定発売。

### その他
「艶漢」缶バッジガチャ
「艶漢」描き下ろしコミック収納ボックス
上記は、いずれも『艶漢イラスト展』にて先行発売され、『艶漢アンダーグラウンド展』でも購入可能だった品。
「艶漢」ポストカードセット
「艶漢」トートバッグ
「艶漢」描き下ろし手ぬぐい
「艶漢」描き下ろしアクリルキーホルダー
上記は、いずれも『艶漢ワンダーランド』の会場で先行発売され、数量限定でクラブメールでも通販可能だった品。
「艶漢」ライチティー
「艶漢」ポーチ
「艶漢」バッグチャーム
「艶漢」ポストカード
上記は、いずれも『舞台 浪漫活劇譚 艶漢 衣装展』で限定発売された。
「艶漢」ポスター
「艶漢」アクリルプレート
「艶漢」ショットグラス
「艶漢」アクリルスタンド
「艶漢」エムカード
「艶漢」クリアファイル
「艶漢」イラストカード
上記は、いずれも『艶漢アンダーグラウンド展』で発売された品。同イベントは作品モチーフの飲食物の提供もあった。